# Amphitheater (Fidenae)
Das Amphitheater von Fidenae wurde im Jahr 27 in der kleinen  Stadt Fidenae (auch Fidena) in der Nähe Roms errichtet und stürzte unmittelbar nach seiner Erbauung ein.
Laut Tacitus, der einzigen ausführlicheren erhaltenen Quelle, errichtete der Freigelassene Atilius in Fidenae ein Amphitheater für Gladiatorenkämpfe, von denen er sich großen Gewinn versprach. Er sparte jedoch an der Bauausführung, vor allem der Fundamentierung und der Verbindung der Holzbalken. Als das Amphitheater sich mit einer insbesondere aus Rom herbeigeströmten Menschenmenge füllte, brach die hölzerne Tribünenkonstruktion zusammen und begrub die Zuschauer unter sich. Sueton beziffert die Zahl der Getöteten auf 20.000, Tacitus schreibt von 50.000 Toten und Verletzten. Kaiser Tiberius kehrte aus Capri auf das Festland zurück, um sich an den Hilfsmaßnahmen zu beteiligen. Der Senat verfügte, dass zukünftig nur noch Personen mit Ritterzensus Amphitheater errichten durften und dabei auf die Solidität des Baugrundes achten mussten. Atilius hatte sich als Strafe für seine Nachlässigkeit beim Bau des Amphitheaters ins Exil zu begeben.